# Tourist Trophy
Tourist Trophy (jap. ツーリスト・トロフィー, Tsūrisuto Torofī) – motocyklowa gra wyścigowa stworzona przez japońskie studio Polyphony Digital. Gra w dużym stopniu została oparta na silniku gry Gran Turismo 4.
Tourist Trophy zostało wydane najpierw w Chinach 26 stycznia 2006, następnie w Japonii 2 lutego 2006. Edycja północnoamerykańska została oficjalnie wydana 4 kwietnia 2006, zawierała 7 dodatkowych motocykli, nowe stroje, 7 nowych utworów, nowe efekty wizualne, oryginalny tryb „Semi-Pro” oraz profile motocykli. 
Wersja PAL została wypuszczona na rynek 29 maja 2006 w Europie oraz 1 czerwca 2006 w Oceanii. Wersja PAL oferowała 2 dodatkowe motocykle oraz pięć dodatkowych utworów, wykonywanych przez europejskich artystów (Infadels
Vitalic, Hystereo).

## Soundtrack
1. Hystereo - „Corporate Crimewave”
2. Infadels - „Jagger '67 (Eraserhead Mix)”
3. Vitalic - „La Rock 01”
4. Vitalic - „Poney Part 1”
5. Vitalic - „Poney Part 2”
6. Bedrock - „Emerald (Grayareas Speakesy Remix)”
7. Daft Punk - „Human After All (SebastiAn Remix)”
8. Death From Above 1979 - „Romantic Rights (Marczech Makuziak Remix)”
9. Lindstrøm - „Super Duper”
10. Ming + FS - „Dive and Drive”
11. Rennie Pilgrem - „Revolution”
12. The Faint - „The Conductor (Thin White Duke Remix)”
13. Sun Paulo - „I Against a Speed”
14. Sun Paulo - „Discommunication”
15. Sun Paulo - „Who i am?”
16. Bio-Tonic - „The chase is better than race”
17. Bio-Tonic - „Rock & Tonic”
18. Quadra - „Fiber Opties”
19. Wrecked Machines - „Wind Jammer”
20. Kasai - „Okinawa Wind”
21. Kasai - „Brazilian Wind”
22. Kasai - „California Wind”
23. Mitsuo Okada - „Digital Mononoke Beat PT.1”
24. Mitsuo Okada - „Digital Mononoke Beat PT.2”
25. Sun Paulo - „Forest”
26. Rosso - „Clover Crown”